# Espárrago Verde de Guadalajara

Das EU-Gemeinschaftszeichen für Produkte mit geschützter geografischer Angabe (g.g.A.)

Unter der Bezeichnung Espárrago Verde de Guadalajara (deutsch: Grüner Spargel aus Guadalajara) ist mit der Entscheidung der EU-Kommission vom 2. Juli 2024 ein landwirtschaftliches Produkt, das in der spanischen Provinz Guadalajara angebaut und verkauft wird. Mit der Durchführungsverordnung (EU) 2024/1887 wurde die Eintragung der geschützten geografischen Angabe im offiziellen Register bekanntgegeben. Spanien hatte diesen Antrag mit Unterstützung des Spargelanbauverbandes von Guadalajara im Juni 2023 gestellt.

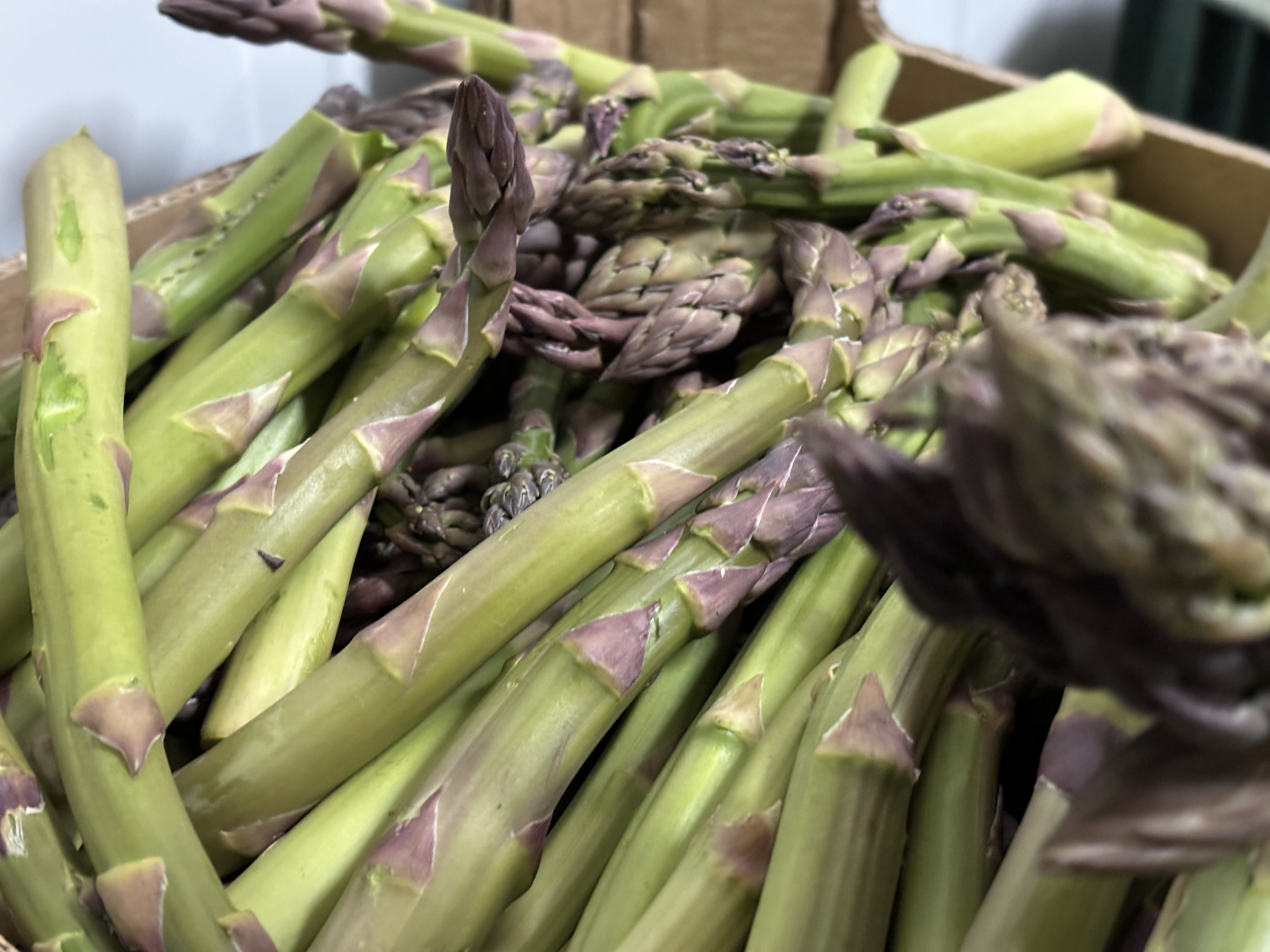
Spanischer Grünspargel (Espárrago verde)

Der Grünspargel (Asparagus officinalis L. asparagus) aus Guadalajara zeichnet sich nach den Produktangaben durch grüne, zarte, wohlgeformte Trieb aus. Es handelt sich dabei um eine einer genetisch diploiden F1-Unterart. Der zum frische oder im verarbeiteten Zustand zum Verzehr bestimmte Spargel muss frei von Schädlingen und Krankheiten sein, darf keine  mechanischen oder meteorologischen Schäden aufweisen, frei von Erde und gewaschen sein. Eine Krümmung im oberen Drittel, die nicht mehr als 30 % beträgt, ist zulässig, wenn der Kopf geschlossen bleibt und sich weder verzweigt noch blüht.
Das Anbaugebiet dieser g.g.A. umfasst 44 Gemeinden im westlichen Teil der Provinz Guadalajara, in den Regionen Sierra, Campiña und Alcarria Alta. Die klimatischen Bedingungen dieser Region mit niedrigen Temperaturen während der Anbaumonate und dem Auftreten von Spätfrösten tragen zu einem langsamen Wachstum des Spargels bei, was eine höhere Nährstoffkonzentration begünstigt und zu einem intensiven, saftigen, wenig faserigen Geschmack mit süßen und bitteren Noten und einem merklichen Nachgeschmack führt.
Derzeit verfügt die g.g.A. „Grüner Spargel aus Guadalajara“ über 25 Betreiber und umfasst rund 550 Hektar Anbaufläche, auf denen zwischen 2,5 und 3,0 Millionen Kilo grüner Spargel produziert werden.